# BMW serii 7
BMW serii 7 – samochód osobowy klasy luksusowej produkowany pod niemiecką marką BMW od 1977 roku. Od 2022 roku produkowana jest siódma generacja modelu.

## Pierwsza generacja

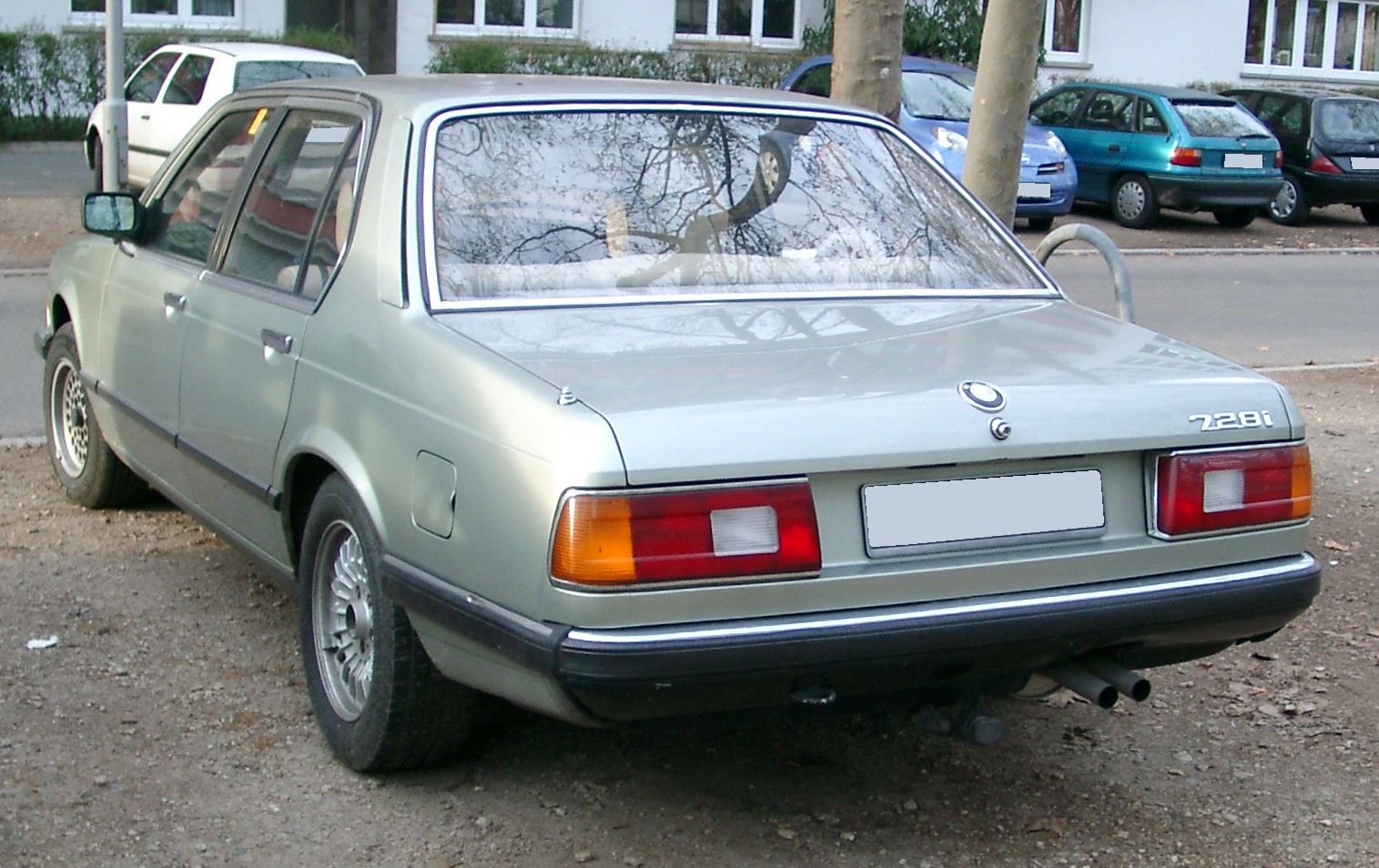
BMW serii 7 I (E23) – tył

BMW serii 7 I to pierwszy model o tej nazwie i zarazem od samego początku najbardziej luksusowy samochód w gamie BMW. Wyprodukowano 285 029 egzemplarzy modelu. W plebiscycie na Europejski Samochód Roku 1978 samochód zajął 2. pozycję (za Porsche 928).
Wszystkie modele BMW E23 wyposażane były w silniki sześciocylindrowe w układzie rzędowym.
Najpierw produkowane były modele 728, 730 i 733i, których silniki pochodziły jeszcze od poprzednika – modelu BMW E3.
Od roku 1979 wyposażano wszystkie silniki w elektryczny wtrysk paliwa Bosch L-Jetronic oraz wprowadzono do E23 system ABS. Modelem BMW 728i zastąpiono 728 oraz 730. Model 732i z numeryczną elektroniką silnika zastąpił BMW 733i. Jako nowość wprowadzono BMW 735i oraz 725i. Ten ostatni był produkowany jedynie na eksport lub dla urzędników w RFN.
W roku 1980 wprowadzono do sprzedaży model 745i, który był topową wersją wszystkich samochodów BMW E23. Wyposażony był w silnik o pojemności 3,2 l z modelu 732i. Jego moc zwiększono z 145 kW/197 KM (732i) do 185 kW/252 KM za pomocą zastosowania turbosprężarki i intercoolera.
We wrześniu 1982 roku, model E23 przeszedł swoją największą modernizację (facelifting), podczas której między innymi model 745i otrzymał silnik z modelu 735i dodatkowo wyposażony w turbosprężarkę oraz 4-biegową skrzynię automatyczną (4HP22) zamiast 3-biegowej (3HP22). Moc jednostki napędowej nie zmieniła się, jednak zwiększony został moment obrotowy. Jako opcje wyposażenia pojawiły się przesuwana elektrycznie tylna kanapa i telefon.
Zmiany obejmowały także tylne zawieszenie (takie jak w E28, przed liftingiem takie jak w E12) czy skrzynie automatyczne (4-biegowe zamiast 3-biegowych). Przedni grill został powiększony, lusterka zmienione z chromowanych na plastikowe oraz zmienione zostały osłony tylnych błotników. Zmian było dużo także w środku: inne zegary czy panele klimatyzacji.
Od roku 1984 można było zamówić BMW 735i z katalizatorem, jednak do stycznia 1985 roku tylko w połączeniu z automatyczną skrzynią biegów. Moc wynosiła wtedy 192 KM. Od października 1984 roku do kwietnia 1986 roku sprzedano 1237 sztuk BMW 735i z katalizatorem i skrzynią automatyczną. Od stycznia 1985 do kwietnia 1986 wyprodukowano 738 sztuk z katalizatorem i skrzynią manualną.

### Dane techniczne
| Wersja             | Silnik:                          | Kod Silnika:       | Układ zasilania:   | Średnica × skok tłoka: | St. sprężania:     | Moc maksymalna:                    | Maks. moment obrotowy      | 0–100 km/h:        | V-max:              |
| Silniki benzynowe: | Silniki benzynowe:               | Silniki benzynowe: | Silniki benzynowe: | Silniki benzynowe:     | Silniki benzynowe: | Silniki benzynowe:                 | Silniki benzynowe:         | Silniki benzynowe: | Silniki benzynowe:  |
| ------------------ | -------------------------------- | ------------------ | ------------------ | ---------------------- | ------------------ | ---------------------------------- | -------------------------- | ------------------ | ------------------- |
| 728                | R6 2,8 l (2788 cm³), SOHC        | M30B28             | gaźnik             | 86,00 × 80,00 mm       | 9,0:1              | 172 KM (127 kW) przy 6000 obr./min | 235 N·m przy 3700 obr./min | 10,1 s (11,9 s)    | 193 km/h (186 km/h) |
| 728i               | R6 2,8 l (2788 cm³), SOHC        | M30B28             | wtrysk Bo L-Jet    | 86,00 × 80,00 mm       | 9,3:1              | 184 KM (135 kW) przy 5800 obr./min | 240 Nm przy 4200 obr./min  | 9,5 s (11,4 s)     | 201 km/h (195 km/h) |
| 732i               | R6 3,2 l (3210 cm³), SOHC        | M30B32             | wtrysk Bo Mot      | 89,00 × 86,00 mm       | 10,0:1             | 197 KM (147 kW) przy 5500 obr./min | 285 Nm przy 4300 obr./min  | 8,7 s (10,8 s)     | 208 km/h (198 km/h) |
| 735i               | R6 3,5 l (3453 cm³), SOHC        | M90                | wtrysk Bo L-Jet    | 93,40 × 84,00 mm       | 9,3:1              | 197 KM (160 kW) przy 5200 obr./min | 305 Nm przy 4000 obr./min  | 8,4 s (9.9) s)     | 212 km/h (206 km/h) |
| 735i               | R6 3,5 l (3430 cm³), SOHC        | M30B34             | wtrysk Bo L-Jet    | 92,00 × 86,00 mm       | 10,0:1             | 218 KM (160 kW) przy 5200 obr./min | 310 Nm przy 4000 obr./min  | 7,8 s (8.8s)       | 212 km/h (207 km/h) |
| 745i               | R6 3,2 l (3210 cm³), SOHC, turbo | M102               | wtrysk Bo Mot      | 89,00 × 86,00 mm       | 7,0:1              | 252 KM (185 kW) przy 5200 obr./min | 360 Nm przy 2600 obr./min  | (7,8 s)            | (220 km/h)          |
| 745i               | R6 3,4 l (3430 cm³), SOHC, turbo | M106               | wtrysk Bo Mot      | 92,00 × 86,00 mm       | 8,0:1              | 252 KM (188 kW) przy 4900 obr./min | 380 Nm przy 2200 obr./min  | (7,8s)             | (224 km/h)          |
| 745i (SA)          | R6 3,5 l (3453 cm³), DOHC        | M88/3              | wtrysk Bo Mot      | 93,40 × 84,00 mm       | 10,5:1             | 286 KM (210 kW) przy 6500 obr./min | 347 Nm przy 4700 obr./min  | 7,0 s (9,1 s)      | 241 km/h            |

## Druga generacja

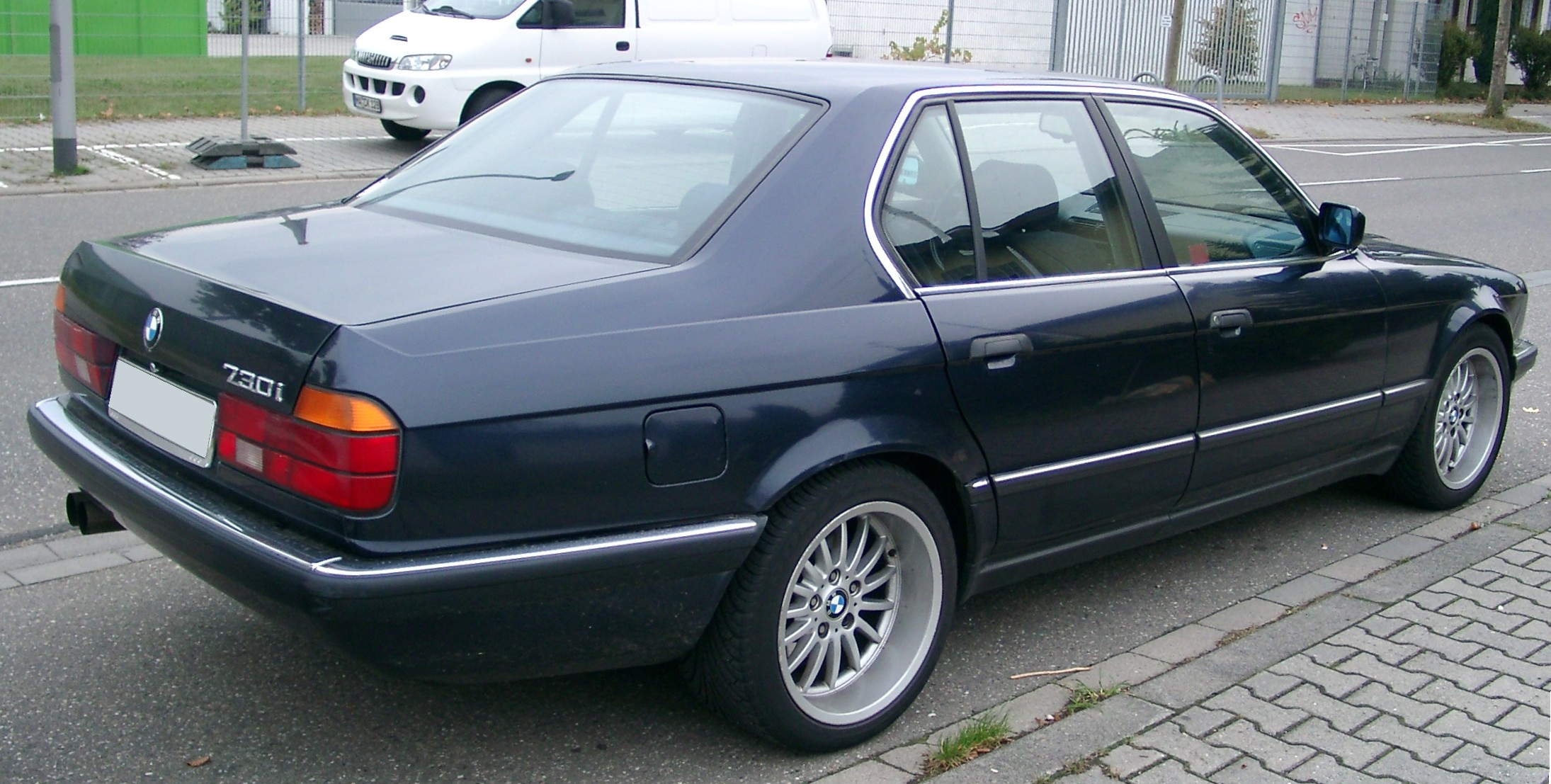
BMW serii 7 II (E32) – tył

BMW serii 7 II zadebiutował w 1986 roku jako następca produkowanego 10 lat modelu pierwszej generacji. Wyprodukowano 310 000 egzemplarzy modelu. W plebiscycie na Europejski Samochód Roku 1987 model zajął 3. pozycję (za Oplem Omegą A i Audi 80 B3).
Samochód otrzymał kod fabryczny E32. Na rynek E32 weszło wyposażone w najnowocześniejsze technologie tamtych lat. Najlepiej wyposażone wersje posiadały: telefon, lodówkę, podgrzewane zamki, elektroniczny system kontroli trakcji i system wzmacniający docisk wycieraczek do szyby przedniej przy wyższych prędkościach, dwustrefową klimatyzację, elektrycznie sterowane fotele przednie (wraz z pamięcią ustawień dla kilku kierowców), elektryczną tylną kanapą (łącznie z elektrycznymi zagłówkami), podgrzewanie wszystkich foteli (łącznie z oparciami), EDC – system zmiany twardości zawieszenia, PDC – system wspomagający parkowanie (parktronic), serwo-tronic – system zwiększający twardość układu kierowniczego wraz ze wzrostem prędkości, tempomat, webasto – ogrzewanie postojowe, fotochromatyczne i elektryczne lusterko wewnętrzne, domykanie klapy bagażnika, elektryczne rolety szyb tylnych, worek na narty, kompletne wykończenie wnętrza skórą (łącznie z tunelem środkowym, boczkami czy deską rozdzielczą), drewniane listwy wewnętrzne, dyferencjał o zwiększonej sile tarcia (tzw. szpera – 25%), podgrzewane dysze spryskiwaczy szyby przedniej, spryskiwacze przednich reflektorów oraz halogenów, elektryczną regulację kolumny kierowniczej, podgrzewanie przedniej szyby, podgrzewanie tylnej szyby, a także specjalna laminowana szyba bez drucików (przewodów) cieplnych, podwójne szyby (zapewniające lepszą izolację cieplną oraz wyciszenie wnętrza auta), moduł komfortu – automatyczne domykanie szyb oraz szyberdachu po zamknięciu samochodu, OBC – komputer pokładowy pokazujący wiele parametrów dotyczących pracy samochodu oraz inne dodatki – w tym modelu BMW montowało na życzenie klienta całe dostępne wyposażenie, od 1991 łącznie z pierwszymi w seryjnym samochodzie reflektorami ksenonowymi (oczywiście za niemałą dopłatą).
Samochód jak na swoje czasy był bardzo nowoczesny i naszpikowany elektroniką. Silniki były bardzo wytrzymałe (szczególnie silniki M30 – odpowiednio serwisowane wytrzymywały przebiegi powyżej 600 tys. km). Wprowadzone w 1992 silniki M60 V8 były bardzo nowoczesne (w całości wykonane z aluminium, 4 zawory na cylinder, pełny, sekwencyjny wtrysk paliwa, hydrauliczne kasowanie luzów rozrządu oraz łańcuchów), jednak były delikatniejsze od rzędowych szóstek M30. Najmocniejszy w gamie silników – V12 charakteryzował się wysoką trwałością, kulturą pracy, dużą mocą i momentem obrotowym oraz wysokim zużyciem paliwa (powyżej 20 l/100 km w warunkach miejskich).
W Europie można było zamówić wersje bez skóry czy wielu innych dodatków, które w wersji na rynek amerykański były standardem. Samochód także oferowano w wersji z powiększonym miejscem dla pasażerów tylnej kanapy, przez co zwiększyła się długość o 11,4 cm – oznaczenie iL. Paletę silnikową E32 stanowiły same silniki benzynowe o pojemnościach: 3,0 l R6(730i), 3,0 l V8(730i) 3,5 l R6(735i), 4,0 l V8(740i) i 5,0 l V12(750i). E32 odznacza się dużą niezawodnością.
BMW E32 dostępne było w następujących kolorach:
- Alpinweiss
- Atlantisblau
- Mineralblau
- Nauticgrün
- Schwarz
- Tizianrot
- Vulkangrau
- Weinrot
- Brokatrot Metallic
- Bronzitbeige Metallic
- Burgundrot Metallic
- Calypsorot Metallic
- Cirrusblau Metallic
- Delphin Metallic
- Diamantschwarz Metallic
- Gletscherblau Metallic
- Granitsilber Metallic
- Islandgrün Metallic
- Kaschmirbeige Metallic
- Lachssilber Metallic
- Lazurblau Metallic
- Luxorbeige Metallic
- Malachitgrün Metallic
- Orientblau Metallic
- Royalblau Metallic
- Sterlingsilber Metallic

oraz każdy kolor z palety BMW na zamówienie klienta.
Na zamówienie produkowane były wersje Individual – konfigurowane przez klienta.
Samochód produkowano z przeznaczeniem na cztery rynki: europejski, japoński, amerykański i południowoafrykański.

### Alpina B11
W 1992 firma tuningująca BMW – Alpina wprowadziła na rynek model Alpina B11 będący odpowiednikiem BMW E32. Model ten otrzymał sportowo zestrojone zawieszenie, bodykit, aluminiowe felgi Alpina i silnik o pojemności 3,5 litra osiągający moc 254 KM. Alpina B11 rozpędza się do 245 km/h. W 1993 na rynek wszedł BMW Alpina B11 4.0 z silnikiem o pojemności 3982 cm³ i mocy 315 KM, który pozwalał B11 osiągać prędkość ponad 260 km/h, zaś przyspieszenie 0–100 km/h trwało 6 sekund.
Alpina B11 posiadała m.in.:
- ABS
- bodykit Alpina
- podgrzewane lusterka i klamki
- elektryczne sterowanie szyb z przodu i z tyłu
- poduszki powietrzne dla kierowcy i pasażera
- nową, czteroramienną kierownicę
- antenę wmocowaną w tylną szybę
- srebrną tabliczkę producenta z indywidualnym numerem

Najlepszym modelem Alpiny był wprowadzony na rynek model Alpina B12 5.0, która posiadała pięciolitrowy, dwunastocylindrowy silnik o mocy 350 KM, dzięki któremu samochód osiągał około 275 km/h.
B12 posiadała m.in.:
- kontrolę stabilizacji i trakcji ASC + T
- ABS
- EML
- bodykit Alpina
- nową, czteroramienną kierownicę Alpina
- przyciemniane szyby
- spryskiwacze przednich reflektorów
- ogrzewane lusterka i klamki
- system antywłamaniowy
- poduszki powietrzne dla kierowcy i pasażera
- sportowe, elektronicznie regulowane siedzenia z pamięcią trzech ustawień
- wnętrze wyłożone skórą
- ogrzewane przednie fotele
- cyfrowe wskaźniki temperatury oleju
- dwustrefową klimatyzację
- radio BMW BAVARIA z systemem głośników
- antenę wbudowaną w tylną szybę
- srebrną tabliczkę producenta z indywidualnym numerem

### Dane techniczne
| Wersja             | Silnik:                    | Układ zasilania:   | Średnica × skok tłoka: | St. sprężania:     | Moc maksymalna:                    | Maks. moment obrotowy      | 0–100 km/h:        | V-max:             |
| Silniki benzynowe: | Silniki benzynowe:         | Silniki benzynowe: | Silniki benzynowe:     | Silniki benzynowe: | Silniki benzynowe:                 | Silniki benzynowe:         | Silniki benzynowe: | Silniki benzynowe: |
| ------------------ | -------------------------- | ------------------ | ---------------------- | ------------------ | ---------------------------------- | -------------------------- | ------------------ | ------------------ |
| 730i               | R6 3,0 l (2986 cm³), SOHC  | wtrysk Bo Mot      | 89,00 × 80,00 mm       | 9,2:1              | 188 KM (140 kW) przy 5800 obr./min | 275 N·m przy 4000 obr./min | 9,3 s              | 222 km/h           |
| 730i               | V8 3,0 l (2997 cm³), DOHC  | wtrysk             | 84,00 × 67,60 mm       | 10,5:1             | 218 KM (160 kW) przy 5800 obr./min | 290 Nm przy 4500 obr./min  | 8,3 s              | 233 km/h           |
| 735i               | R6 3,4 l (3430 cm³), SOHC  | wtrysk Bo Mot      | 92,00 × 86,00 mm       | 9,2:1              | 211 KM (155 kW) przy 5700 obr./min | 315 Nm przy 4000 obr./min  | 8.0(man) 9.0(aut)  | 238 km/h           |
| 740i               | V8 4,0 l (3982 cm³), DOHC  | wtrysk             | 89,00 × 80,00 mm       | 10,0:1             | 286 KM (210 kW) przy 5800 obr./min | 400 Nm przy 4500 obr./min  | 7,4 s              | 240 km/h           |
| 750i               | V12 5,0 l (4988 cm³), SOHC | wtrysk Bo Mot      | 84,00 × 75,00 mm       | 8,8:1              | 300 KM (220 kW) przy 5200 obr./min | 450 Nm przy 4100 obr./min  | 7,4 s              | 249 km/h           |

- Podwozie
  - Zawieszenie przednie: wahacz poprzeczny, amortyzator teleskopowy
  - Zawieszenie tylne: wahacz wzdłużny, sprężyna śrubowa
  - Hamulce przód/tył: tarczowe/tarczowe
  - ABS i ASR
- Wymiary i masy
  - Rozstaw kół przód/tył: 1530/1558 mm
  - DMC: 2130–2380 kg
  - Pojemność bagażnika: 500 dm³

## Trzecia generacja

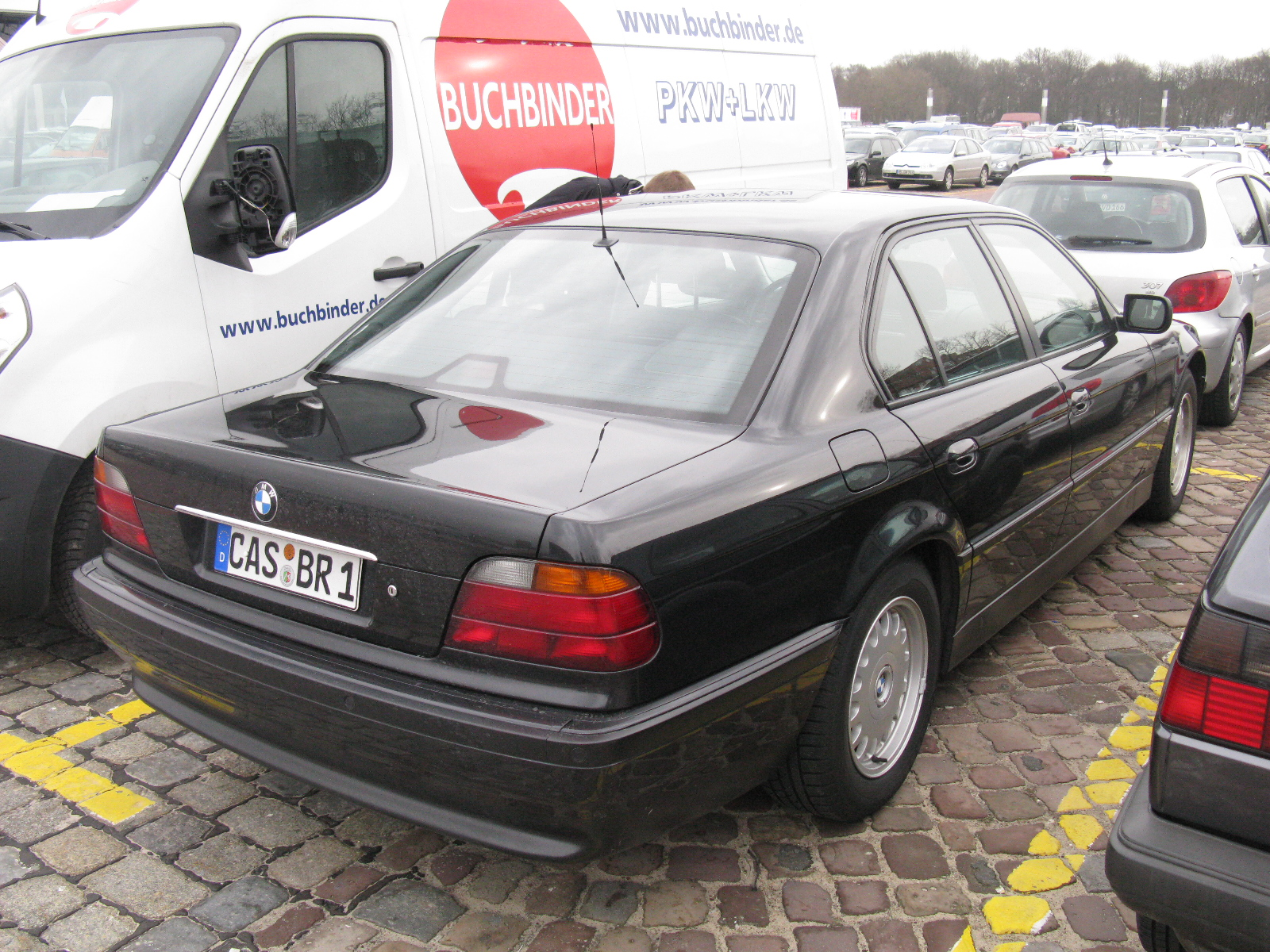
BMW serii 7 III (E38) – tył

BMW serii 7 III zastąpiło wytwarzanego 8 lat poprzednika w 1994 roku.
Samochód zyskał kod fabryczny E38. Płyta podłogowa modelu stała się bazą dla pojazdów BMW serii 7 w latach 1994–2001. Celem konstruktorów firmy BMW było stworzenie następcy modelu BMW E32 produkowanego do 1994 roku. W roku 2001 została zastąpiona nową konstrukcja oznaczoną E65/E66. Wyprodukowano 340 242 egzemplarze E38.

### Wyposażenie
Nowe E38 cechują się wysokociśnieniowymi spryskiwaczami lamp głównych pojazdu, automatyczną regulacją poziomu oświetlenia lamp ksenonowych HID, nową obudową silnika, 14-głośnikowym systemem dźwięku (Stereo lub HiFi) i czterema subwooferami wraz z 6-płytową zmieniarką, nawigacją pokładową z wyświetlaczem formatu 4:3 lub 16:9 oraz czułymi na deszcz wycieraczkami szyb (dostępnymi jako opcja dodatkowa).
Opcje dodatkowe uwzględniały (między innymi):
- automatyczny system kontroli klimatyzacji dwustrefowej z osobnym panelem kontroli dla kierowcy i pasażera;
- system zapamiętywania maksymalnie trzech ustawień fotela kierowcy;
- regulację wysokości i napięcia pasów bezpieczeństwa;
- system sprawdzania ciśnienia opon;
- podgrzewana szyba czołowa;
- lodówka;
- kuloodporne szyby;
- pakiety opancerzenia;
- rolety bocznych tylnych szyb;
- urządzenia video: TV, kamerę cofania, dodatkowy monitor dla pasażerów tylnej kanapy;

Standardem w BMW E38 były dwie przednie poduszki powietrzne oraz opcjonalnie poduszki boczne przy fotelach przednich oraz System Ochrony Głowy – Head Protection System (HPS). Wnętrze samochodu pokryte zostało skórą a obramowania wykonano z drewna orzecha włoskiego. System Active Comfort Seat (ACS) dbał o bezpieczeństwo i wygodę osób na przednich fotelach i został wprowadzony w 1998 roku.

### Cena modelu
| Wersja | Cena     | Rok  |
| ------ | -------- | ---- |
| 740i   | 62.900 $ | 2001 |
| 740iL  | 66.900 $ | 2001 |
| 750iL  | 92.100 $ | 2001 |

### Zużycie paliwa
| Model | Zużycie w cyklu miejskim (l/100 km) |
| ----- | ----------------------------------- |
| 728   | 13,7                                |
| 730   | 15,5                                |
| 735   | 17,2                                |
| 740   | 18,1                                |
| 750   | 19,6                                |

Samochód produkowano z przeznaczeniem na rynek europejski, amerykański oraz południowoafrykański. E38 od samego początku produkcji występowało w limitowanej edycji 600 sztuk i było to połączenie 4 litrowego silnika M60 z 6 biegową skrzynia Getrag 420G. Od stycznia 1995 zaczęto seryjnie wyposażać w immobilizer (EWS), w kwietniu tego samego roku zmodyfikowano spryskiwacze szyb (zamiast trzech – dwa), natomiast we wrześniu zmodyfikowano przednie fotele zmieniając przyciski regulacji i regulację lędźwiową oraz wprowadzono nową automatyczną skrzynię biegów Steptronic do modelu 750i(L). W marcu 1996 nową automatyczną skrzynię biegów Steptronic otrzymały pozostałe wersje silnikowe, zaczęto również wyposażać seryjnie w system kontroli trakcji (ASC+T), we wrześniu auta otrzymały blokadę automatycznej skrzyni biegów i kluczyka (Shift lock/Interlock) oraz boczne poduszki w przednich drzwiach. Rok później, we wrześniu 1997 również w tylnych drzwiach. BMW E38 przeszło we wrześniu 1998 facelifting zewnętrzny (zmienione reflektory), otrzymało całkowicie nową instalację elektryczną, auta z silnikami V8 i V12 zaczęto seryjnie wyposażać w alternator chłodzony cieczą oraz w system stabilizacji toru jazdy (DSC). Pół roku później, w marcu 1999 zmodyfikowano kolumnę kierowniczą. Ostatnia zmiana nastąpiła we wrześniu 2000 – 5,25 calowy monitor pokładowy zastąpiono większym 6,5 calowym monitorem o proporcjach 16:9.

### Dane techniczne
| Wersja               | Silnik:                                       | Układ zasilania:   | Średnica × skok tłoka: | St. sprężania:     | Moc maksymalna:                    | Maks. moment obrotowy          | 0–100 km/h:        | V-max:             |
| Silniki benzynowe:   | Silniki benzynowe:                            | Silniki benzynowe: | Silniki benzynowe:     | Silniki benzynowe: | Silniki benzynowe:                 | Silniki benzynowe:             | Silniki benzynowe: | Silniki benzynowe: |
| -------------------- | --------------------------------------------- | ------------------ | ---------------------- | ------------------ | ---------------------------------- | ------------------------------ | ------------------ | ------------------ |
| 728i                 | R6 2,8 l (2793 cm³), DOHC                     | wtrysk             | 84,00 × 84,00 mm       | 10,2:1             | 193 KM (142 kW) przy 5500 obr./min | 280 N·m przy 3500 obr./min     | 8,6 s              | 225 km/h           |
| 730i                 | V8 3,0 l (2997 cm³), DOHC                     | wtrysk             | 84,00 × 67,60 mm       | 10,5:1             | 218 KM (160 kW) przy 5800 obr./min | 290 Nm przy 4500 obr./min      | 8,5 s              | 235 km/h           |
| 735i                 | V8 3,5 l (3498 cm³), DOHC                     | wtrysk             | 84,00 × 78,90 mm       | 10,0:1             | 238 KM (175 kW) przy 5500 obr./min | 345 Nm przy 3500 obr./min      | 8,0 s              | 248 km/h           |
| 740i                 | V8 4,0 l (3982 cm³), DOHC                     | wtrysk             | 89,00 × 80,00 mm       | 10,0:1             | 286 KM (210 kW) przy 5800 obr./min | 400 Nm przy 4500 obr./min      | 7,0 s              | 250 km/h           |
| 740i                 | V8 4,4 l (4398 cm³), DOHC                     | wtrysk             | 92,00 × 82,70 mm       | 10,0:1             | 286 KM (210 kW) przy 5400 obr./min | 440 Nm przy 3400 obr./min      | 6,3 s              | 250 km/h           |
| 750iL                | V12 5,4 l (5379 cm³), SOHC                    | wtrysk             | 85,00 × 79,00 mm       | 10,0:1             | 326 KM (240 kW) przy 5000 obr./min | 490 Nm przy 3900 obr./min      | 6,6 s              | 250 km/h           |
| Silniki wysokoprężne |                                               |                    |                        |                    |                                    |                                |                    |                    |
| 725tds               | R6 2,5 l (2498 cm³), SOHC, turbo, intercooler | wtrysk             | 80,00 × 88,20 mm       | 22,0:1             | 143 KM (105 kW) przy 4000 obr./min | 280 Nm przy 2200 obr./min      | 12,9 s             | 206 km/h           |
| 730d                 | R6 2,9 l (2926 cm³), DOHC, turbo              | wtrysk common rail | 84,00 × 88,00 mm       | 18,0:1             | 193 KM (142 kW) przy 4000 obr./min | 410 Nm przy 1750-3000 obr./min | 8,9 s              | 220 km/h           |
| 740d                 | V8 3,9 l (3901 cm³), DOHC, 2x turbo           | wtrysk common rail | 84,00 × 88,00 mm       | 18,0:1             | 245 KM (180 kW) przy 4000 obr./min | 560 Nm przy 1750-2500 obr./min | 8,4 s              | 242 km/h           |

## Czwarta generacja

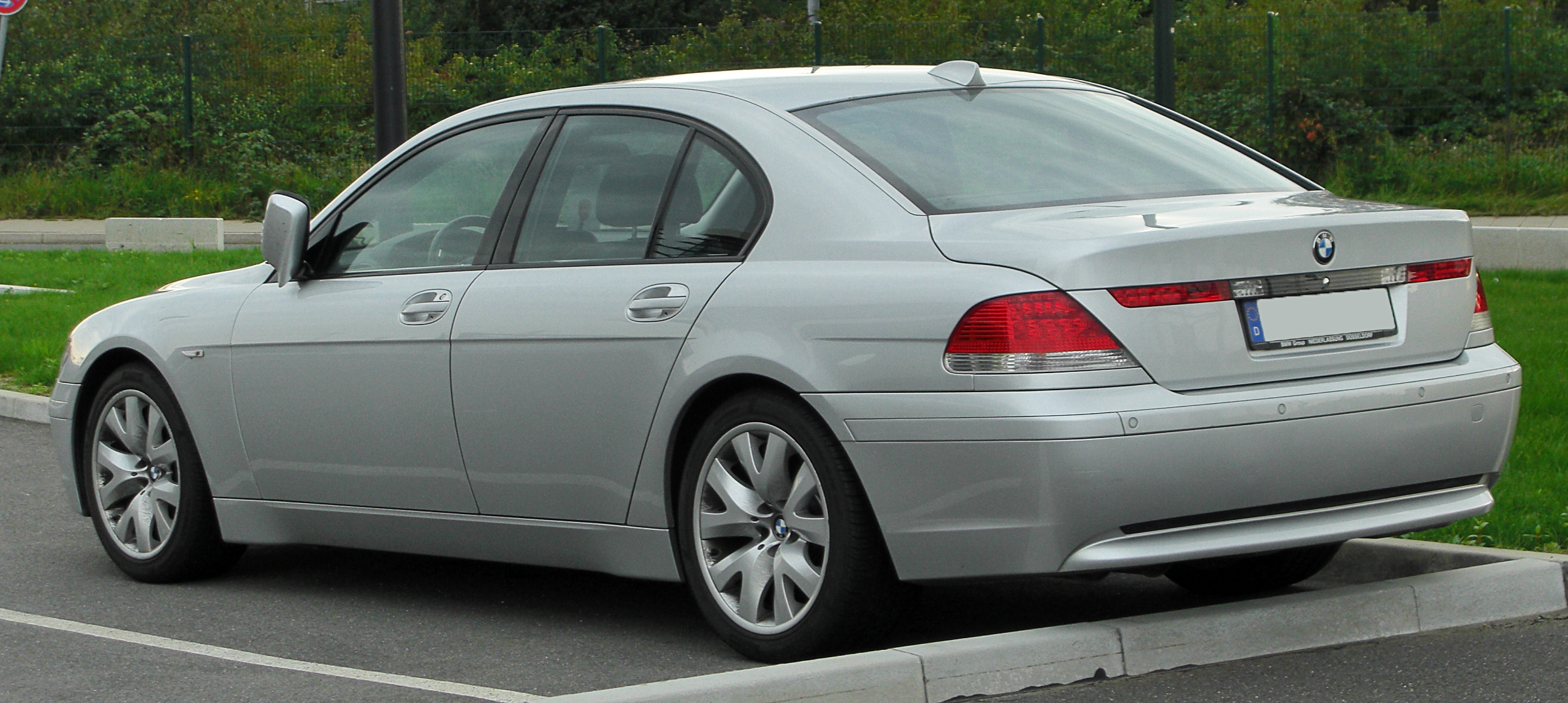
BMW serii 7 (E65) – tył przed liftingiem

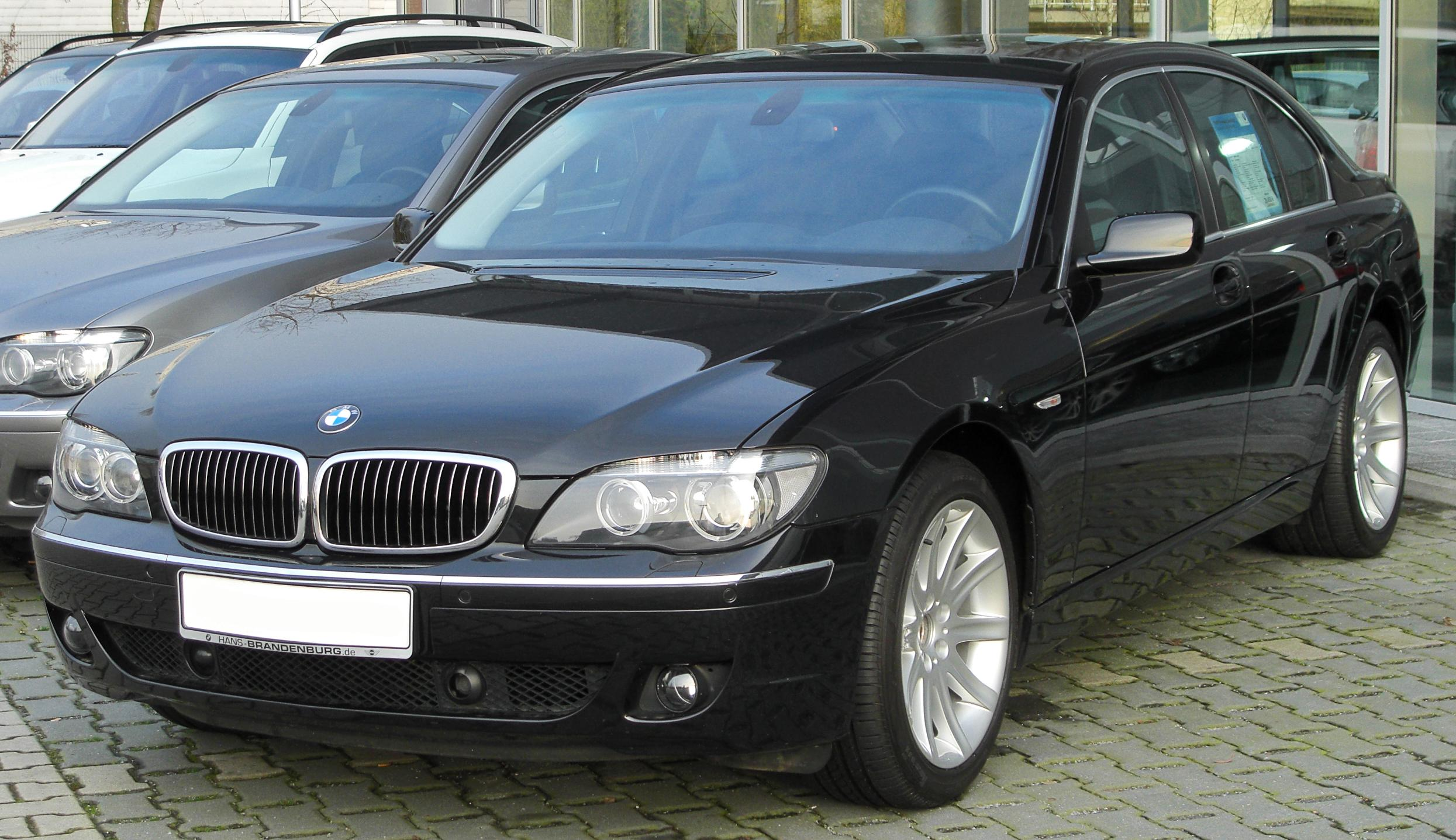
BMW serii 7 (E65) po liftingu

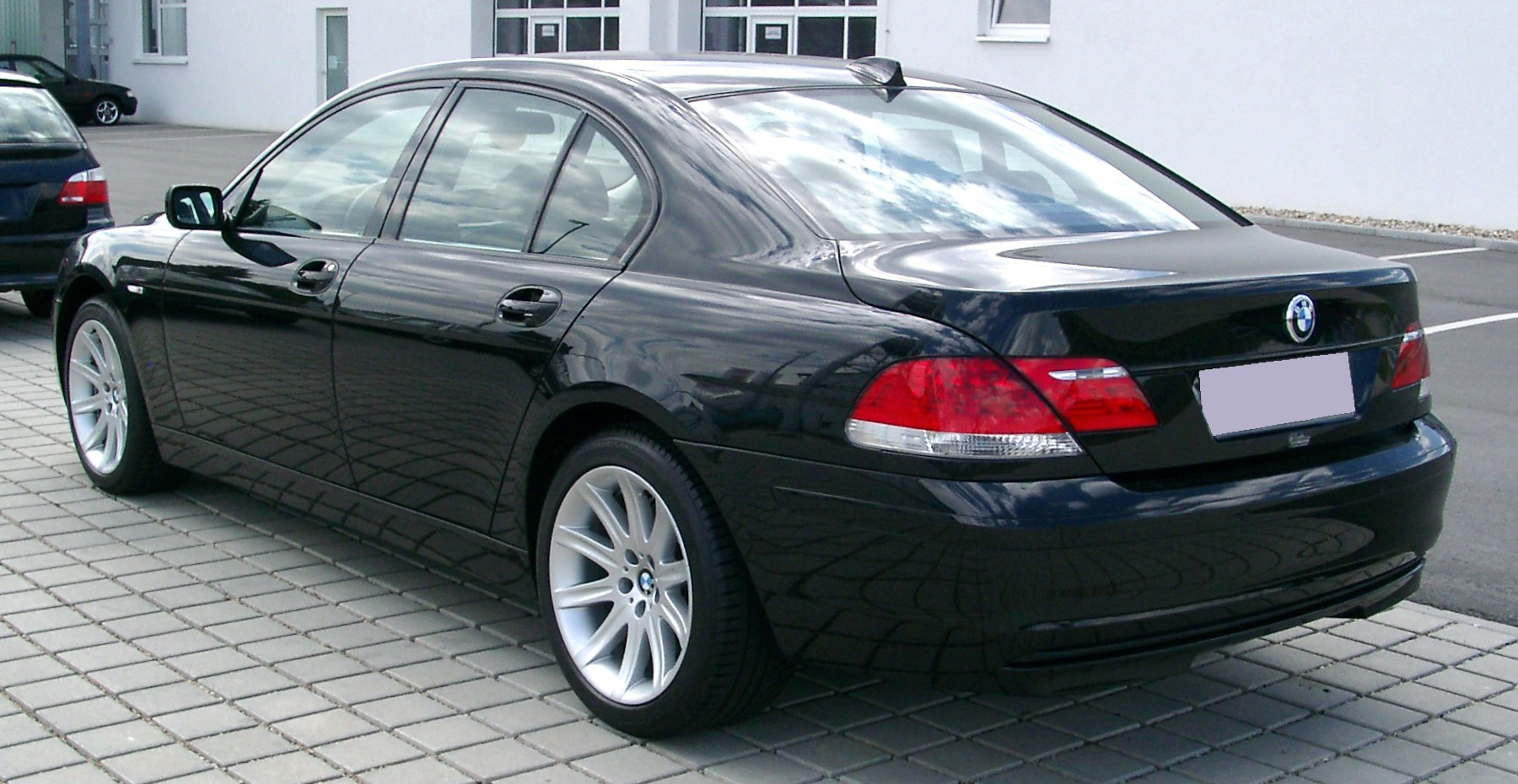
BMW serii 7 (E65) – tył po liftingu

BMW serii 7 IV zaprezentowano w 2001 roku jako następca produkowanego 7 lat trzeciego wcielenia modelu.
Samochód zyskał kod fabryczny E65, z kolei wersja przedłużona otrzymała kod E66, a opancerzone E67. Jest to przełomowy model dla marki, bowiem zyskał on jako pierwszy awangardowy i wyjątkowo kontrowersyjny wygląd autorstwa Chrisa Bangle.
Na początku BMW E65 reprezentowany był przede wszystkim przez modele 735i (272 KM) i 745i (333 KM). Wiosną 2002 roku rozpoczęto sprzedaż przedłużonej wersji Li (E66). Jesienią 2002 roku pojawiła się dwunastocylindrowa jednostka napędowa o mocy 445 KM. Dopełnieniem palety silnikowej został model 730i, włączony do oferty w 2003 roku.
Sterowaną w pełni elektronicznie, sześciostopniową, automatyczną skrzynią biegów steruje się poprzez małą dźwignię umieszczoną za kołem kierownicy, lub guzikami na kierownicy (po włączeniu trybu sekwencyjnego). Natomiast w miejscu tradycyjnego drążka zmiany biegów umiejscowiony został innowacyjny system iDrive odpowiadający za GPS, klimatyzację, radio, czy dostęp do internetu. iDrive sterowany jest przez przesuwno-obrotowo-naciskowy joystick-myszka. Ekrany umieszczone w konsoli środkowej oraz przed kierowcą informują o stanie silnika czy poziomie paliwa.
W 2005 roku wszystkie silniki z wyjątkiem jednostki V12 poddano modernizacji. 750i zastępuje 745i, a w miejsce 735i pojawia się 740i. Nowy model podstawowy to 730i z silnikiem o mocy 258 KM. Pośród diesli 740d zostaje zastąpiony przez 745d. W pakiecie Adaptive Drive znalazły się aktywne stabilizatory redukujące przechyły boczne i amortyzatory z regulowaną siłą tłumienia. System obsługi iDrive został uproszczony. Do seryjnego wyposażenia dołączono czujnik deszczu i układ automatycznego sterowania światłami mijania, opcjonalnie można zamontować system Night Vision i asystenta świateł drogowych.
Samochód był produkowany z przeznaczeniem na rynek europejski, egipski, tajlandzki oraz amerykański.

### Dane techniczne
| Wersja                | Silnik:                          | Układ zasilania:   | Średnica × skok tłoka: | St. sprężania:     | Moc maksymalna:                    | Maks. moment obrotowy          | 0–100 km/h:        | V-max:             | Śr. zużycie paliwa |
| Silniki benzynowe:    | Silniki benzynowe:               | Silniki benzynowe: | Silniki benzynowe:     | Silniki benzynowe: | Silniki benzynowe:                 | Silniki benzynowe:             | Silniki benzynowe: | Silniki benzynowe: | Silniki benzynowe: |
| --------------------- | -------------------------------- | ------------------ | ---------------------- | ------------------ | ---------------------------------- | ------------------------------ | ------------------ | ------------------ | ------------------ |
| 730i                  | R6 3,0 l (2979 cm³), DOHC        | wtrysk EFi         | 84,00 × 89,60 mm       | 10,2:1             | 231 KM (170 kW) przy 5900 obr./min | 300 Nm przy 3500 obr./min      | 8,1 s              | 237 km/h           | 10,6 l / 100 km    |
| 730i                  | R6 3,0 l (2996 cm³), DOHC        | wtrysk EFi         | 85,00 × 88,00 mm       | 10,7:1             | 258 KM (189 kW) przy 6600 obr./min | 300 Nm przy 2500-4000 obr./min | 7,8 s              | 244 km/h           | 10,1 l / 100 km    |
| 735i                  | V8 3,6 l (3600 cm³), DOHC        | wtrysk Bo Mot ME9  | 84,00 × 81,20 mm       | 10,5:1             | 272 KM (200 kW) przy 6200 obr./min | 360 Nm przy 3700 obr./min      | 7,5 s              | 250 km/h           | 10,7 l / 100 km    |
| 740i                  | V8 4,0 l (4000 cm³), DOHC        | wtrysk EFi         | 87,00 × 84,10 mm       | 10,5:1             | 306 KM (225 kW) przy 6300 obr./min | 390 Nm przy 3500 obr./min      | 6,8 s              | 250 km/h           | 11,2 l / 100 km    |
| 745i                  | V8 4,4 l (4398 cm³), DOHC        | wtrysk EFi         | 92,00 × 82,70 mm       | 10,5:1             | 333 KM (245 kW) przy 6100 obr./min | 450 Nm przy 3600 obr./min      | 6,3 s              | 250 km/h           | 10,9 l / 100 km    |
| 750i                  | V8 4,8 l (4799 cm³), DOHC        | wtrysk EFi         | 93,00 × 88,30 mm       | 10,5:1             | 367 KM (270 kW) przy 6300 obr./min | 490 Nm przy 3400 obr./min      | 5,9 s              | 250 km/h           | 11,4 l / 100 km    |
| 760i                  | V12 6,0 l (5972 cm³), DOHC       | wtrysk bezpośredni | 89,00 × 80,00 mm       | 11,3:1             | 444 KM (327 kW) przy 6000 obr./min | 600 Nm przy 3950 obr./min      | 5,5 s              | 250 km/h           | 13,4 l / 100 km    |
| Silniki wysokoprężne: |                                  |                    |                        |                    |                                    |                                |                    |                    |                    |
| 730d                  | R6 3,0 l (2993 cm³), DOHC, turbo | wtrysk Common Rail | 84,00 × 90,00 mm       | 18,0:1             | 218 KM (160 kW) przy 4000 obr./min | 500 Nm przy 2000-2750 obr./min | 8,0 s              | 235 km/h           | 8,5 l / 100 km     |
| 730d                  | R6 3,0 l (2993 cm³), DOHC, turbo | wtrysk Common Rail | 84,00 × 90,00 mm       | 17,0:1             | 231 KM (170 kW) przy 4000 obr./min | 520 Nm przy 2000-2750 obr./min | 7,8 s              | 238 km/h           | 8,2 l / 100 km     |
| 740d                  | V8 3,9 l (3901 cm³), DOHC, turbo | wtrysk Common Rail | 84,00 × 88,00 mm       | 18,0:1             | 258 KM (189 kW) przy 4000 obr./min | 600 Nm przy 1900-2500 obr./min | 7,4 s              | 250 km/h           | 9,7 l / 100 km     |
| 745d                  | V8 4,4 l (4423 cm³), DOHC, turbo | wtrysk Common Rail | 87,00 × 93,00 mm       | 17,0:1             | 300 KM (221 kW) przy 4000 obr./min | 700 Nm przy 1750-2500 obr./min | 6,8 s              | 250 km/h           | 9,5 l / 100 km     |
| 745d                  | V8 4,4 l (4423 cm³), DOHC, turbo | wtrysk Common Rail | 87,00 × 93,00 mm       | 17,0:1             | 330 KM (242 kW) przy 3800 obr./min | 750 Nm przy 1900-2500 obr./min | 6,6 s              | 250 km/h           | 9,5 l / 100 km     |

- Podwozie
  - Zawieszenie przednie: podwójny wahacz poprzeczny, kolumna resorująca, stabilizator poprzeczny
  - Zawieszenie tylne: podwójny wahacz poprzeczny, zawieszenie pneumatyczne, stabilizator poprzeczny
  - Hamulce przód/tył:
  - ABS i ASR
- Wymiary i ciężary
  - Rozstaw kół przód/tył: 1578/1596 mm
  - DMC: 2385–2680 kg
  - Pojemność bagażnika: 500 dm³

## Piąta generacja

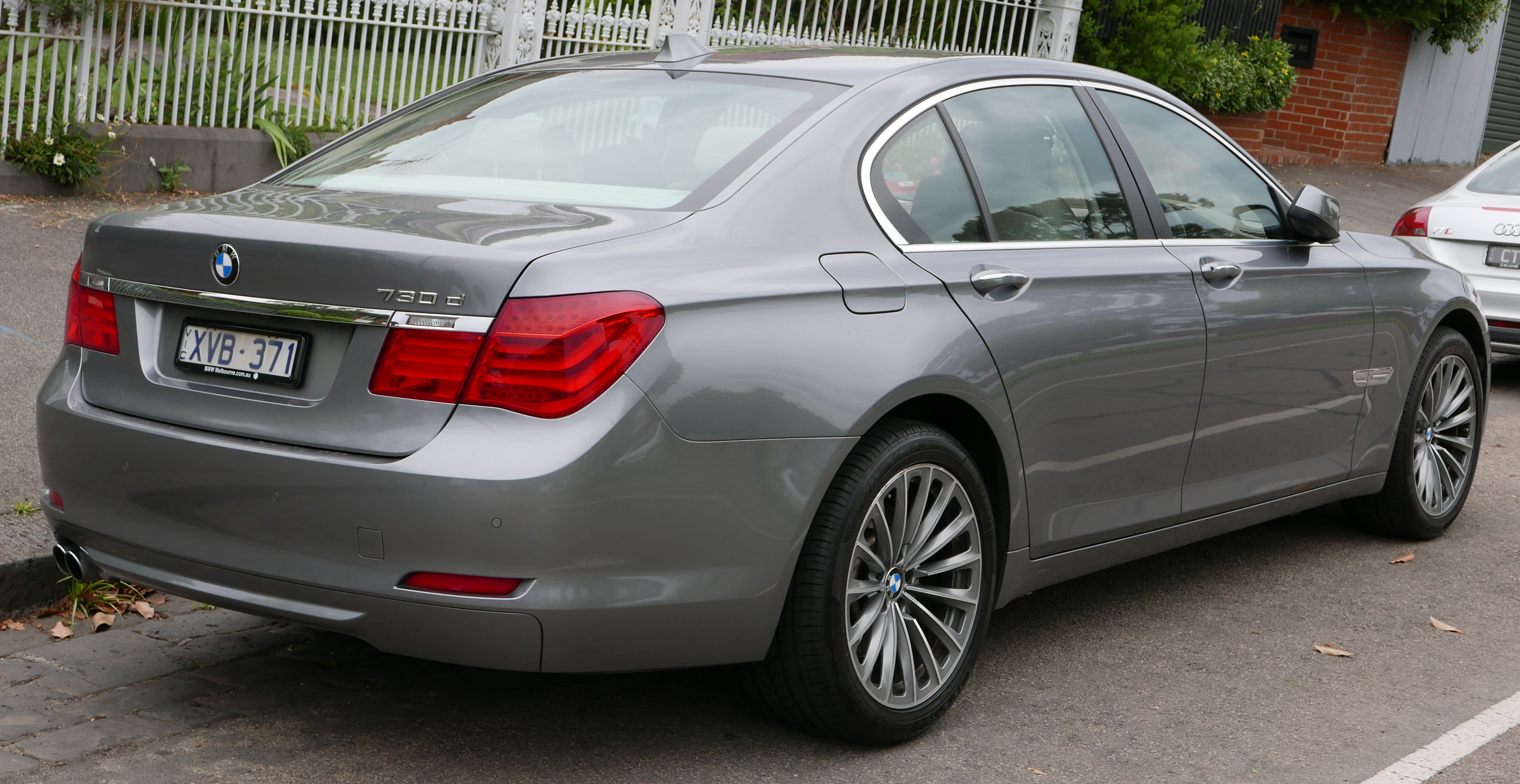
BMW serii 7 V (F01) – tył

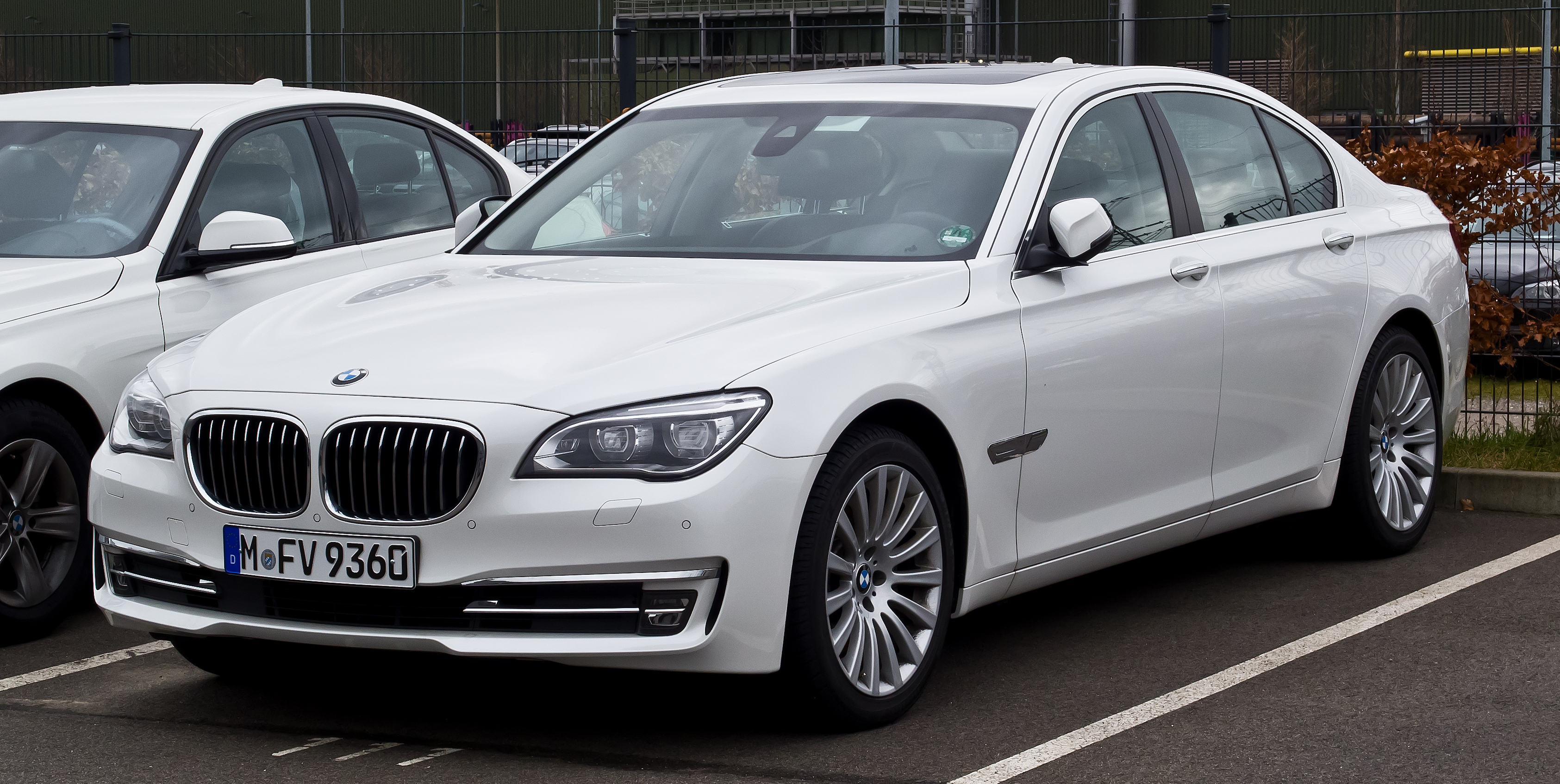
BMW serii 7 V (F01) po liftingu

BMW serii 7 V trafiło na rynek w połowie 2008 roku jako następca produkowanego od 7 lat modelu.
Podobnie jak poprzednik, samochód zaprezentował nowy kierunek stylistyczny marki, choć tym razem mniej awangardowy. Piąta generacja serii 7, jako pierwsza w historii marki, nosiła kod fabryczny z literą F – F01 oraz F02 dla wersji przedłużonej. Auto po raz pierwszy pokazano w lipcu 2008 w Moskwie, jednak światową premierę miał on dwa miesiące później w Paryżu. W Polsce samochód został zaprezentowany 4 listopada 2008 roku na Warszawskim Torwarze. Samochód wszedł do seryjnej produkcji w 2008 roku.
Samochód pod względem stylu i techniki kontynuował linię modeli E65. Projektantem nadwozia jest Karim Antoine Habib. Technicznie wprowadzono w nim kilka zmian, mających na celu podkreślić luksus i komfort jazdy – jednym z najczęściej omawianych był system skręcanych tylnych kół (w zależności od prędkości, koła skręcały w przeciwnym, bądź tym samym kierunku, co przednie), który miał za zadanie ułatwiać manewrowanie samochodem w mieście i na trasie.
Podstawą serii są silniki znane z terenowych modeli X5, X6 i serii 5. Wersje benzynowe to 3.0 R6 o mocy 326 KM (740i) oraz 4,4-litrowy V8 o mocy 407 KM (750i). Silniki te są wyposażone w dwie turbosprężarki i technologię EfficientDynamic, pozwalającą na uzyskiwanie dużej mocy i jednocześnie zużywanie niewielkiej ilości paliwa przy małych obrotach. Czołową wersją, konkurującą z Mercedesem S600, jest BMW 760i z jedynym w ofercie marki silnikiem V12 o mocy 544 KM i automatyczną skrzynią biegów ZF-8HP o ośmiu przełożeniach. Wersje z silnikiem wysokoprężnym to 730d (245 KM) oraz 740d (306 KM). Obydwa silniki to sześciocylindrowe rzędówki, odpowiednio z jedną i dwoma turbinami..

### F03 i F04
Osobnymi wersjami serii 7 są modele oznaczone jako F03 i F04. Pierwsza to oferowana jako High Security w dwóch opcjach, opancerzona wersja modeli 750Li i 760Li. Mogą to być opcje z certyfikatem balistycznym VR7 lub VR9, który jest najwyższym pośród oferowanych w samochodach osobowych certyfikatem opancerzenia. F04 natomiast na rynku nazywa się ActiveHybrid7 i wyposażony jest w hybrydowy napęd łączący standardowy silnik 4.4 V8 z wersji 750i oraz elektryczny silnik o niewielkiej mocy 20 KM, ale momencie obrotowym 210 Nm. Dzięki tej konstrukcji samochód pali o 15% mniej paliwa, choć jego waga wzrasta w stosunku do standardowego modelu o 100 kg.

### Wersje
| Wersja         | Silnik    | Układ cylindrów | Pojemność [cm³]                                  | Moc [KM] | Moment obrotowy [Nm] | Przyśpieszenie [s] | Prędkość maksymalna [km/h] | Spalanie [l/100 km] |
| -------------- | --------- | --------------- | ------------------------------------------------ | -------- | -------------------- | ------------------ | -------------------------- | ------------------- |
| 740i           | N54B30    | R6              | 2929 2 turbosprężarki                            | 326      | 450                  | 5,9                | 250                        | 9,9                 |
| 740Li          | N54S30    | R6              | 2929 2 turbosprężarki                            | 326      | 450                  | 6,0                | 250                        | 10,0                |
| 750i           | N63B44    | V8              | 4395 2 turbosprężarki                            | 407      | 600                  | 5,2                | 250                        | 11,4                |
| 750Li          | N63B44    | V8              | 4395 2 turbosprężarki                            | 407      | 600                  | 5,3                | 250                        | 11,5                |
| 760i           | N74B60    | V12             | 5972 2 turbosprężarki                            | 544      | 750                  | 4,6                | 250                        | 12,9                |
| 760Li          | N74B60    | V12             | 5972 2 turbosprężarki                            | 544      | 750                  | 4,7                | 250                        | 13,0                |
| 730d           | N57D30    | R6              | 2993 Turbosprężarka                              | 245      | 540                  | 7,2                | 250                        | 6,8                 |
| 730Ld          | N57D30    | R6              | 2993 Turbosprężarka                              | 245      | 540                  | 7,3                | 250                        | 6,9                 |
| 740d           | N57D30TOP | R6              | 2993 2 turbosprężarki                            | 306      | 600                  | 6,3                | 250                        | 6,9                 |
| 750d           | N57S      | R6              | 2993 3 turbosprężarki                            | 381      | 740                  | 4,9                | 250                        | 6,9                 |
| ActiveHybrid7  | N62B44    | V8              | 4395 2 turbosprężarki + silnik elektryczny 15 kW | 465      | 700                  | 25                 | 250                        | 9,4                 |
| ActiveHybrid7L | N62B44    | V8              | 4395 2 turbosprężarki + silnik elektryczny 15 kW | 465      | 700                  | 25                 | 250                        | 9,4                 |

## Szósta generacja

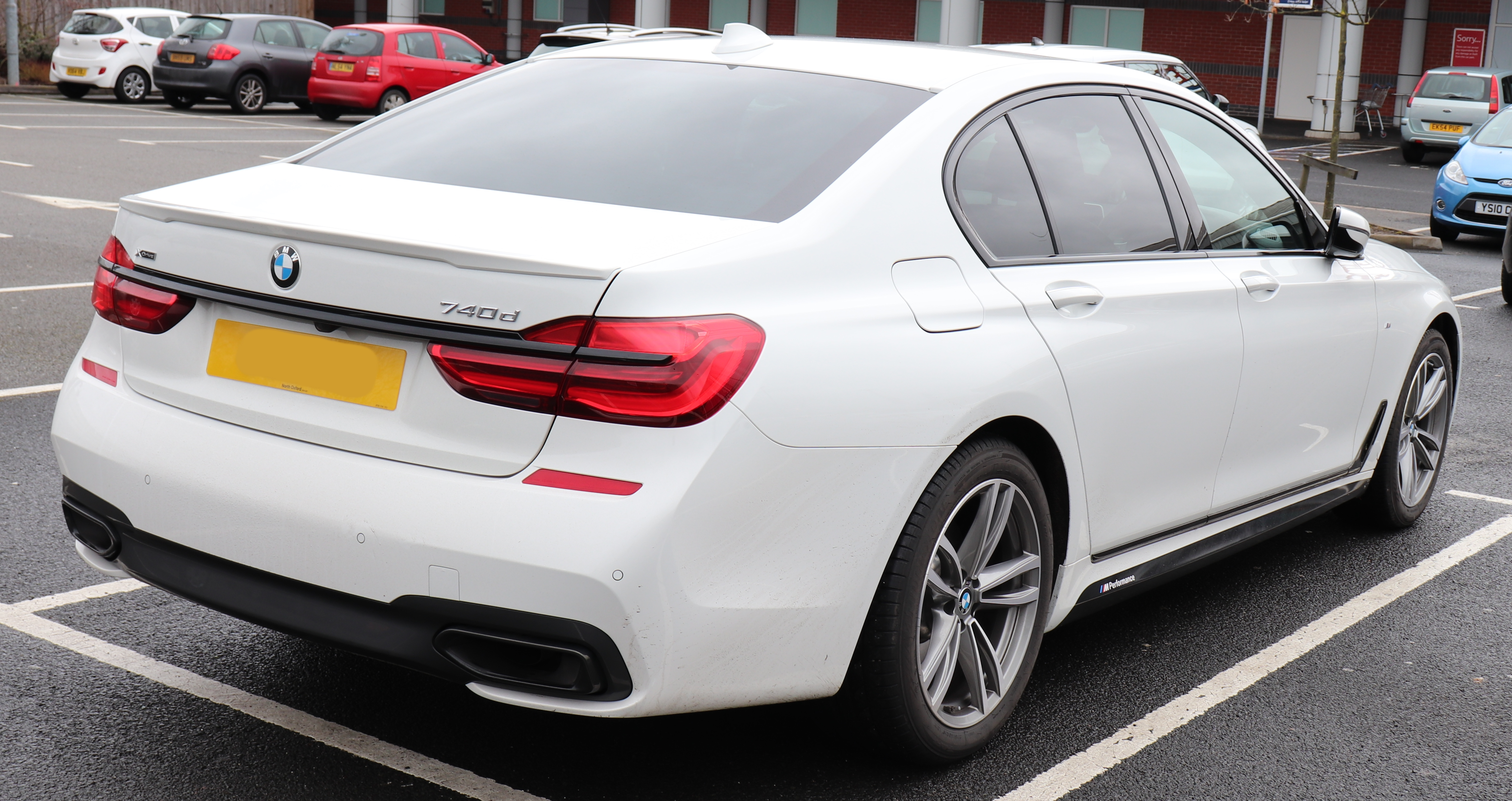
BMW serii 7 VI (G11) – tył

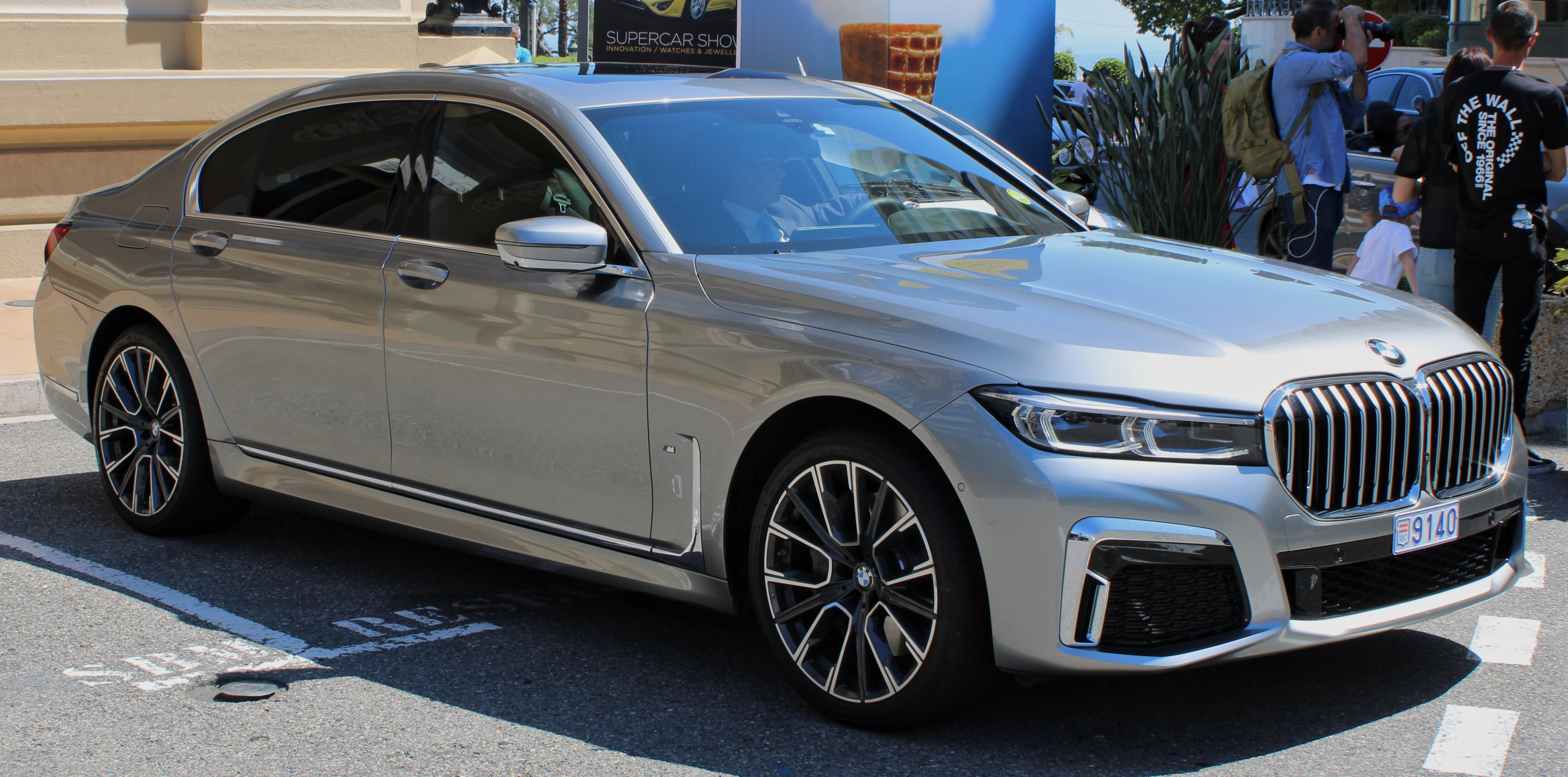
BMW serii 7 VI (G11) po liftingu

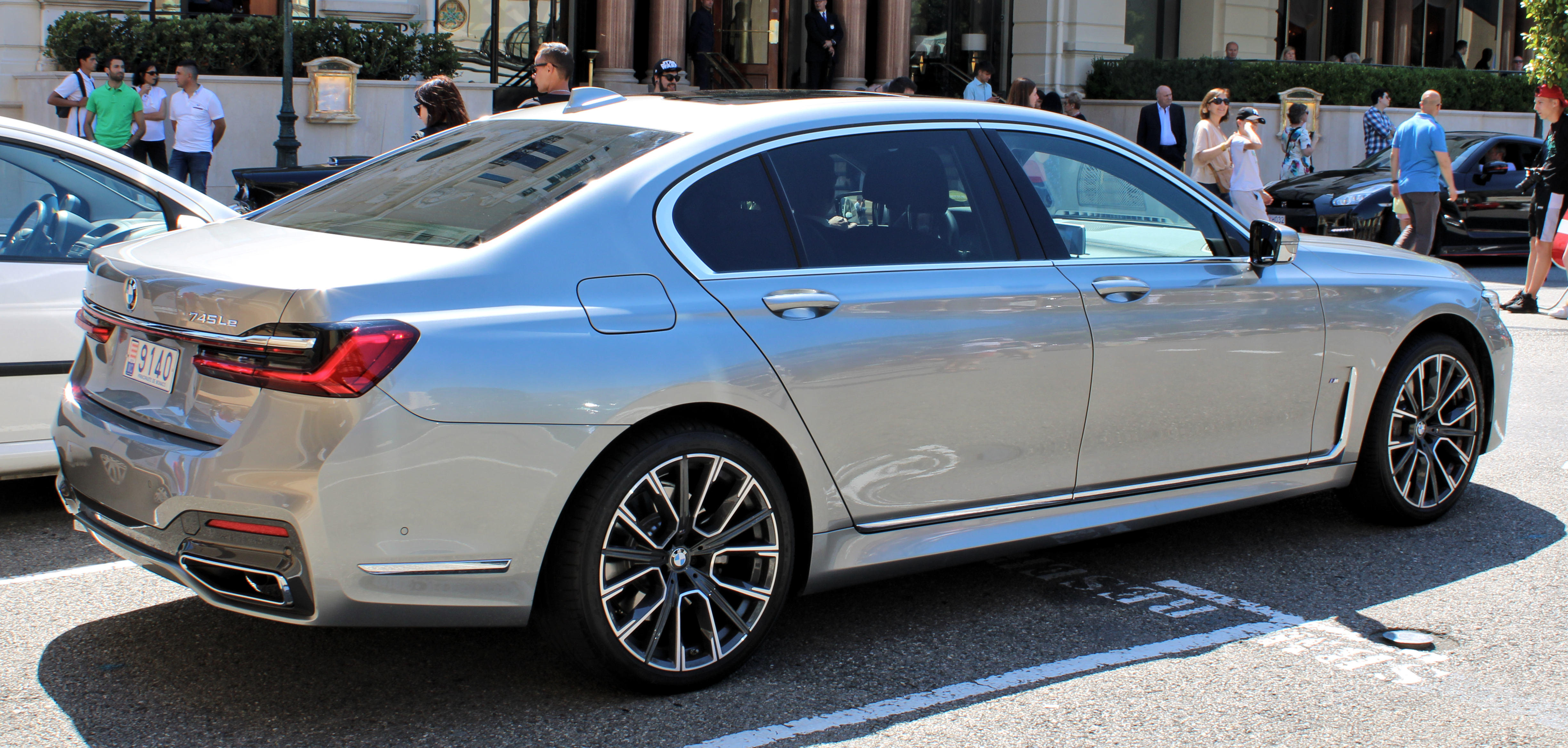
BMW serii 7 VI (G11) – tył po liftingu

BMW serii 7 VI został zaprezentowany w 2015 roku jako następca produkowanego 7 lat modelu.
Po raz kolejny już kolejna generacja serii 7 wprowadza w zaktualizowany kierunek stylistyczny marki. Ponownie też na serii 7 zadebiutowało nowe oznaczenie – tym razem na literę G, czyli G11 oraz G12 dla wersji przedłużonej. Rozpoczęcie seryjnej produkcji nastąpiło 1 lipca 2015. Model zaprezentowano w BMW Welt w Monachium 10 lipca 2015.
W porównaniu z poprzednikiem zredukowano masę pojazdu o 130 kg, między innymi dzięki materiałom zastosowanych po raz pierwszy w autach i3 i i8 – elementom z karbonu (CFRP – carbon-fibre-reinforced plastic). Nowo opracowane sześciocylindrowe silniki o pojemności trzech litrów (benzynowy i Diesla) osiągają odpowiednio 240 kW (740i) oraz 195 kW (730d). Sztandarowy model – M760LiX wyposażono w silnik benzynowy V12 o mocy 441 kW. Obecnie wariant z silnikiem V12 jest niedostępny.
Lista wyposażenia zawiera między innymi samopoziomowane zawieszenie pnemumatyczne na obu osiach, amortyzatory o regulowanej twardości, w pełni w technice LED lampy przednie (lampy laserowe za dopłatą), aktywny układ kierowniczy, elektromechaniczny system zapobiegania przechyłom na zakrętach, podgrzewane fotele, podłokietniki i kierownica, bezprzewodowa ładowarka do telefonu czy dotykowy ekran ze sterowaniem gestami.
Jesienią 2018 roku szósta generacja serii 7 przeszła modernizację, w ramach której zmieniono kształt lamp, a także zamontowano większą atrapę chłodnicy, czyli tradycyjne dla producenta nerki, dokonano również modernizacji silników oraz zwiększenia ich mocy.

### Dane techniczne[37]
| Model                               | Napęd              | Pojemność skokowa  | Układ cylindrów    | Moc                                                                                                 | Moment obrotowy                                                                      | Przyspieszenie 0–100 km/h | Prędkość maksymalna                     | Zużycie paliwa (miasto/poza miastem/średnie) |
| Silniki benzynowe:                  | Silniki benzynowe: | Silniki benzynowe: | Silniki benzynowe: | Silniki benzynowe:                                                                                  | Silniki benzynowe:                                                                   | Silniki benzynowe:        | Silniki benzynowe:                      | Silniki benzynowe:                           |
| ----------------------------------- | ------------------ | ------------------ | ------------------ | --------------------------------------------------------------------------------------------------- | ------------------------------------------------------------------------------------ | ------------------------- | --------------------------------------- | -------------------------------------------- |
| 740e/740Le iPerformance od 6/2016   | koła tylne         | 1998 cm³           | R4                 | 190 kW / 258 KM przy 5000-6500 obr./min (spalinowy) 83 kW / 113 KM przy 3170 obr./min (elektryczny) | 400 Nm przy 1550-4400 obr./min (spalinowy) 250 Nm przy 0-3170 obr./min (elektryczny) | 5,4/5,5 s                 | 250 km/h                                | -/-/2,0 l/100 km                             |
| 740Le xDrive iPerformance od 6/2016 | wszystkie koła     | 1998 cm³           | R4                 | 190 kW / 258 KM przy 5000-6500 obr./min (spalinowy) 83 kW / 113 KM przy 3170 obr./min (elektryczny) | 400 Nm przy 1550-4400 obr./min (spalinowy) 250 Nm przy 0-3170 obr./min (elektryczny) | 5,3 s                     | 250 km/h                                | -/-/2,1 l/100 km                             |
| 740i/740Li od 11/2015               | koła tylne         | 2998 cm³           | R6                 | 240 kW / 326 KM przy 5500-6500 obr./min                                                             | 450 Nm przy 1380-5000 obr./min                                                       | 5,5/5,6 s                 | 250 km/h                                | 9,1/5,2/6,6 l/100 km                         |
| 740Li xDrive od 3/2016              | wszystkie koła     | 2998 cm³           | R6                 | 240 kW / 326 KM przy 5500-6500 obr./min                                                             | 450 Nm przy 1380-5000 obr./min                                                       | 5,2 s                     | 250 km/h                                | 9,6/5,5/7,0 l/100 km                         |
| 750i/750Li od 11/2015               | koła tylne         | 4395 cm³           | V8                 | 330 kW / 450 KM przy 5500-6000 obr./min                                                             | 650 Nm przy 1800-4500 obr./min                                                       | 4,7 s                     | 250 km/h                                | 11,1-11,3/6,1-6,2/7,9-8,0 l/100 km           |
| 750i/750Li xDrive od 11/2015        | wszystkie koła     | 4395 cm³           | V8                 | 330 kW / 450 KM przy 5500-6000 obr./min                                                             | 650 Nm przy 1800-4500 obr./min                                                       | 4,4/4,5 s                 | 250 km/h                                | 11,4-11,6/6,2-6,3/8,1-8,3 l/100 km           |
| M760Li xDrive od 11/2016            | wszystkie koła     | 6592 cm³           | V12                | 448 kW / 610 KM przy 5500 obr./min                                                                  | 800 Nm przy 1550 obr./min                                                            | 3,7 s                     | 250 km/h (305 km/h z pakietem M Driver) | 18,4/9,6/12,8 l/100 km                       |
| Silniki wysokoprężne:               |                    |                    |                    | |                                                                                      |                           |                                         |                                              |
| 730d/730Ld od 11/2015               | koła tylne         | 2993 cm³           | R6                 | 195 kW / 265 KM przy 4000 obr./min                                                                  | 620 Nm przy 2000-2500 obr./min                                                       | 6,1/6,2 s                 | 250 km/h                                | 5,3-5,5/4,0-4,1/4,5-4,6 l/100 km             |
| 730d/730Ld xDrive od 11/2015        | wszystkie koła     | 2993 cm³           | R6                 | 195 kW / 265 KM przy 4000 obr./min                                                                  | 620 Nm przy 2000-2500 obr./min                                                       | 5,8/5,9 s                 | 250 km/h                                | 5,7/4,3/4,8 l/100 km                         |
| 740d/740Ld xDrive od 11/2015        | wszystkie koła     | 2993 cm³           | R6                 | 235 kW / 320 KM przy 4000 obr./min                                                                  | 680 Nm przy 1750-2250 obr./min                                                       | 5,2/5,3 s                 | 250 km/h                                | 6,2-6,3/4,2-4,3/4,9-5,0 l/100 km             |
| 750d/750Ld xDrive od 7/2016         | wszystkie koła     | 2993 cm³           | R6                 | 294 kW / 400 KM przy 4400 obr./min                                                                  | 760 Nm przy 2000-3000 obr./min                                                       | 4,6/4,7 s                 | 250 km/h                                | 6,6/5,1/5,7 l/100 km                         |

## Siódma generacja

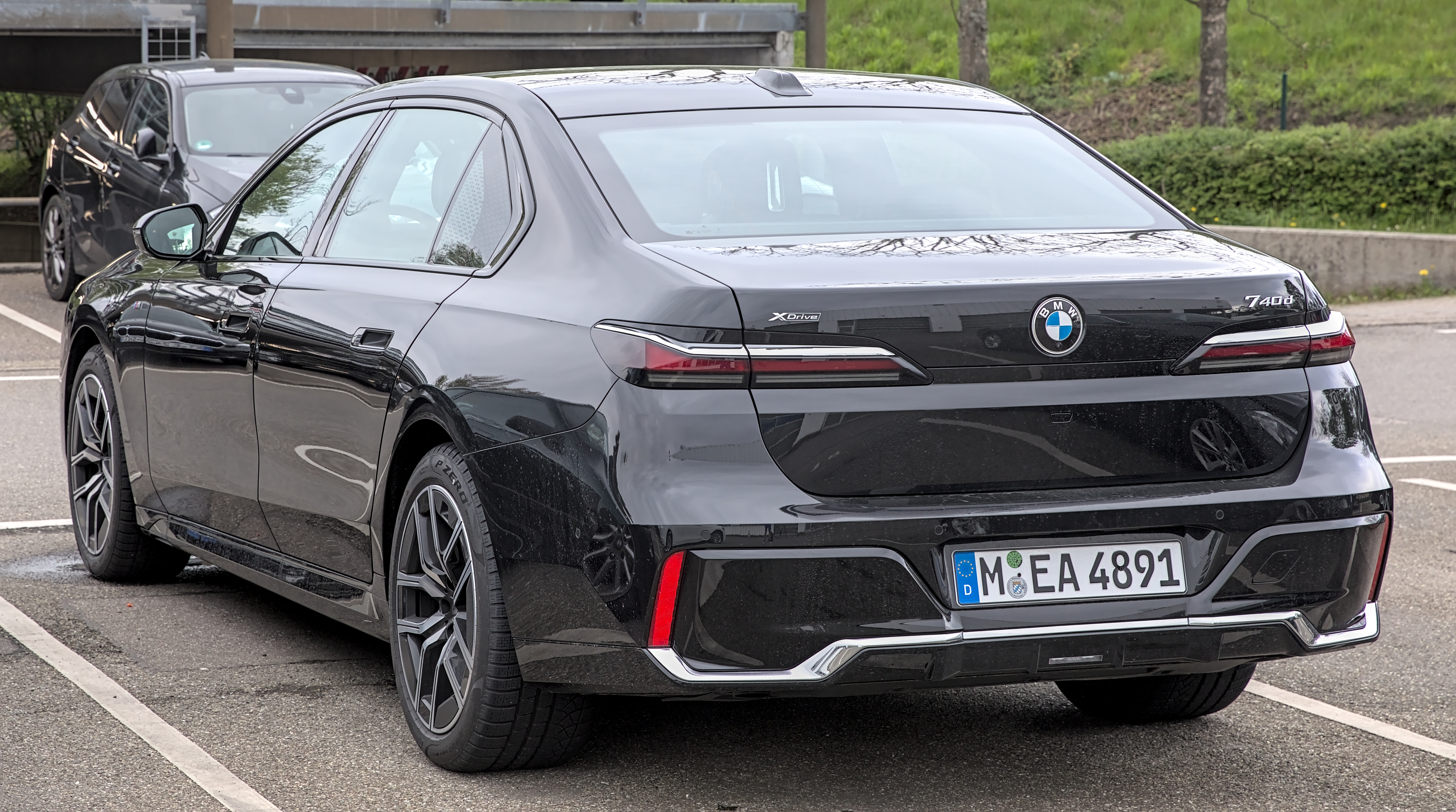
BMW serii 7 VII (G70) – tył

BMW serii 7 VII został zaprezentowany w 2022 roku jako następca produkowanego 7 lat modelu.
Pojazd oznaczono kodem fabrycznym G70. Podobnie jak poprzednik model został stworzony na modułowej platformie podłogowej Clar opartej na napędzie na wszystkie koła. W stosunku do wydłużonej odmiany poprzednika jest dłuższy o 130 mm, 48 mm szerszy i 51 mm wyższy. Współczynnik oporu powietrza wynosi 0,24. Samochód jest oferowany z silnikami benzynowymi, hybrydowymi Plug-in, wysokoprężnymi i akumulatorowymi. Samochód uzyskał nowy ekran 8K. M760e xDrive jest pierwszym hybrydowym samochodem BMW M i następcą M760i z silnikiem V12. W przeciwieństwie do poprzednika nowe wcielenie jest oferowane tylko z jednym rozstawem osi. Samochód został wprowadzony na rynek w listopadzie 2022.

### Dane techniczne
| Model        | Napęd          | Pojemność skokowa | Układ cylindrów | Moc                                     | Moment obrotowy                | Przyspieszenie 0–100 km/h | Prędkość maksymalna | Zużycie paliwa (miasto/poza miastem/ średnie) |
| ------------ | -------------- | ----------------- | --------------- | --------------------------------------- | ------------------------------ | ------------------------- | ------------------- | --------------------------------------------- |
| 735i         | koła tylne     | 2998 cm³          | R6              | 210 kW / 286 KM przy 5000–6500 obr./min | 425 Nm przy 1750–4500 obr./min | 6,7 s                     | 250 km/h            | 7,9 l                                         |
| 740i         | koła tylne     | 2998 cm³          | R6              | 280 kW / 380 KM przy 5200–6250 obr./min | 540 Nm przy 1850–5000 obr./min | 5,4 s                     | 250 km/h            | 7,0–8,0 l                                     |
| 760i xDrive  | wszystkie koła | 4395 cm³          | V8              | 440 kW / 544 KM przy 5500 obr./min      | 750 Nm przy 1800–5000 obr./min | 4,2 s                     | 250 km/h            | 11,2 l                                        |
| 740d xDrive  | wszystkie koła | 2993 cm³          | R6              | 210 kW / 286 KM przy 4000 obr./min      | 650 Nm przy 1500–2500 obr./min | 5,8 s                     | 250 km/h            | 6,1–6,8 l                                     |
| 750e xDrive  | wszystkie koła | 2998 cm³          | R6              | 360 kW / 489 KM przy 5000–6500 obr./min | 700 Nm przy 1750–4700 obr./min | 4,9 s                     | 250 km/h            | 1,0–1,2 l                                     |
| M760e xDrive | wszystkie koła | 2998 cm³          | R6              | 420 kW / 571 KM przy 5200–6250 obr./min | 800 Nm przy 500 obr./min       | 4,3 s                     | 250 km/h            | 1,1–1,2 l                                     |

### i7

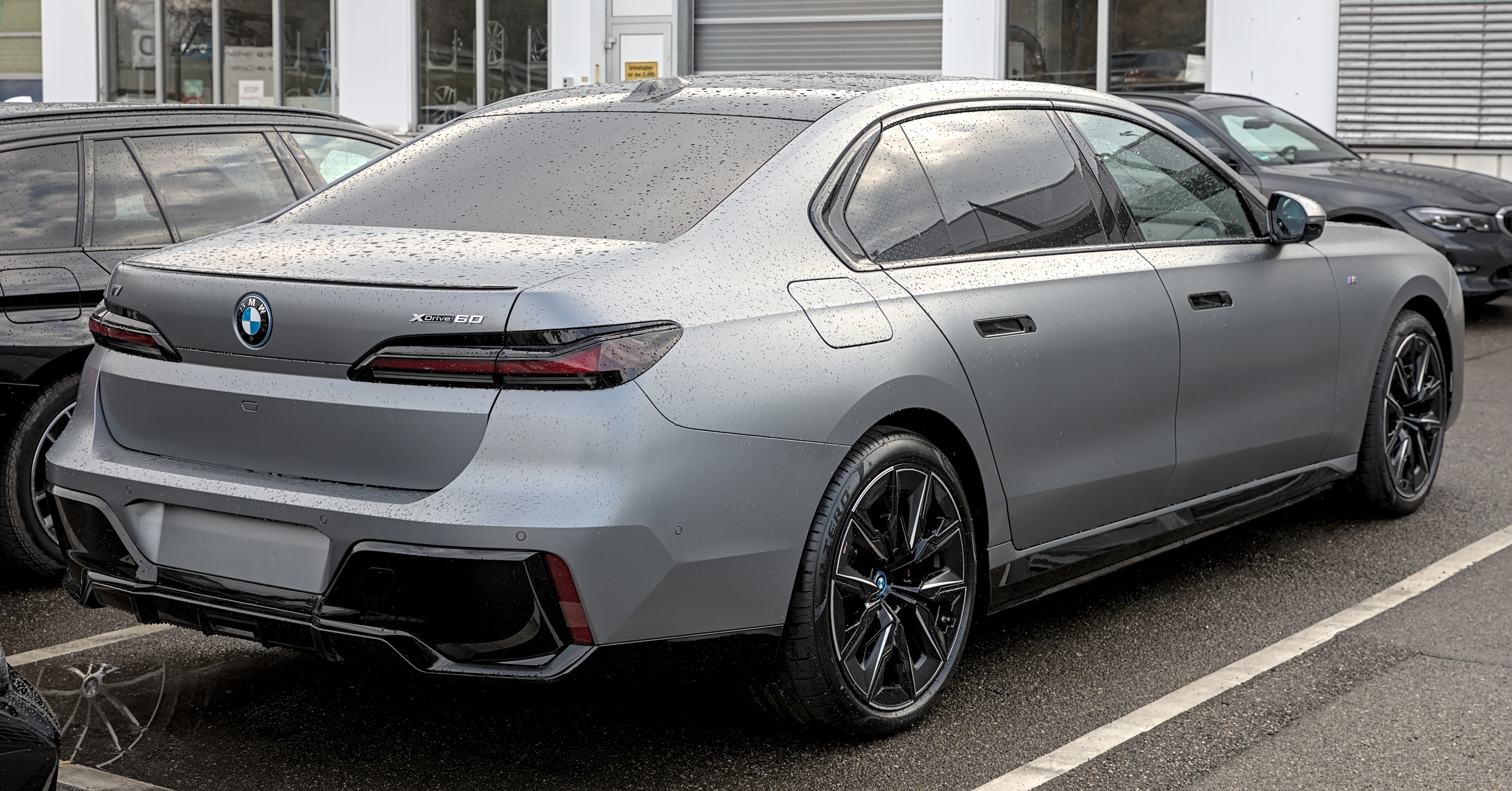
BMW i7 – tył

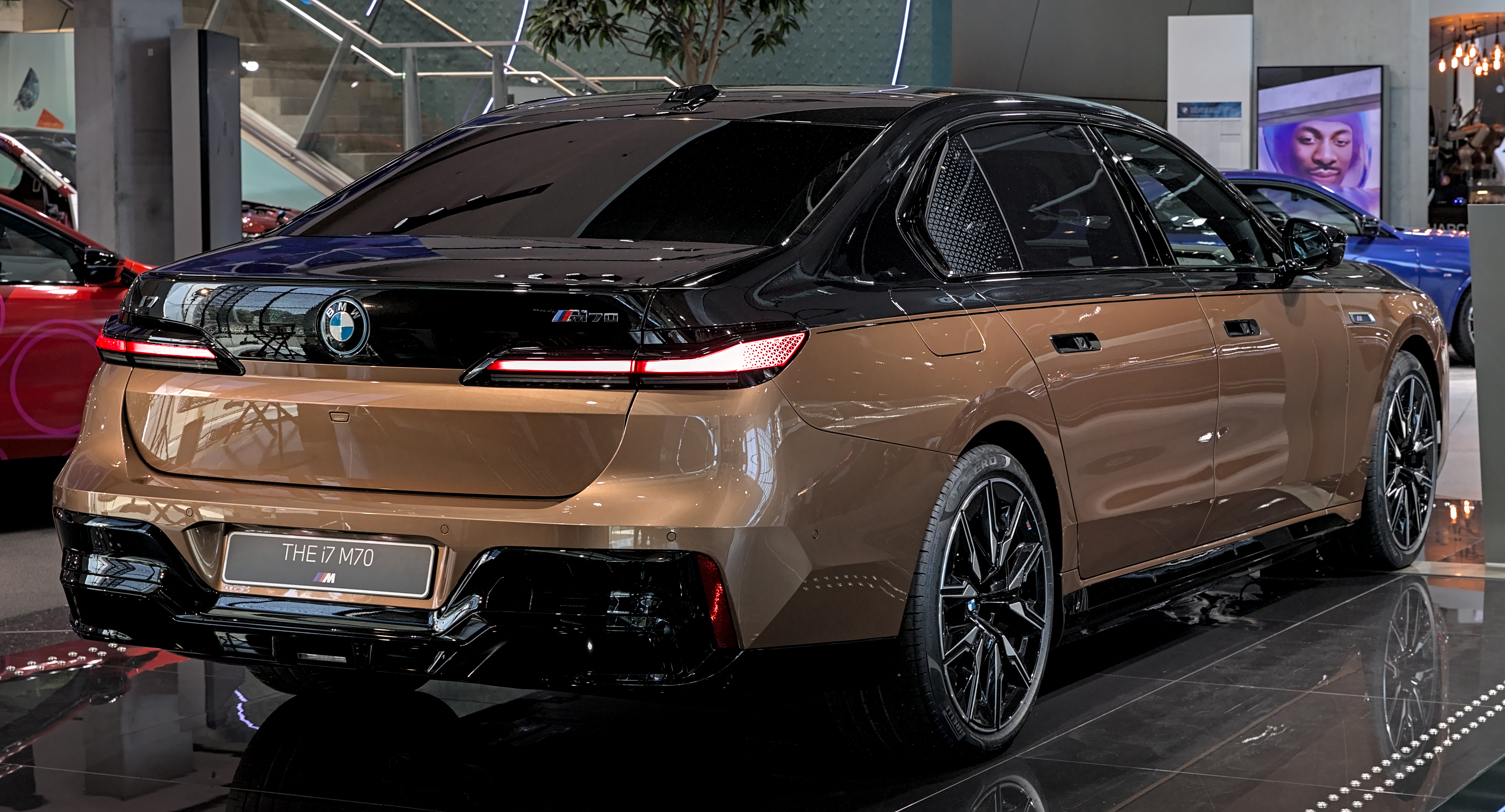
BMW i7 M70

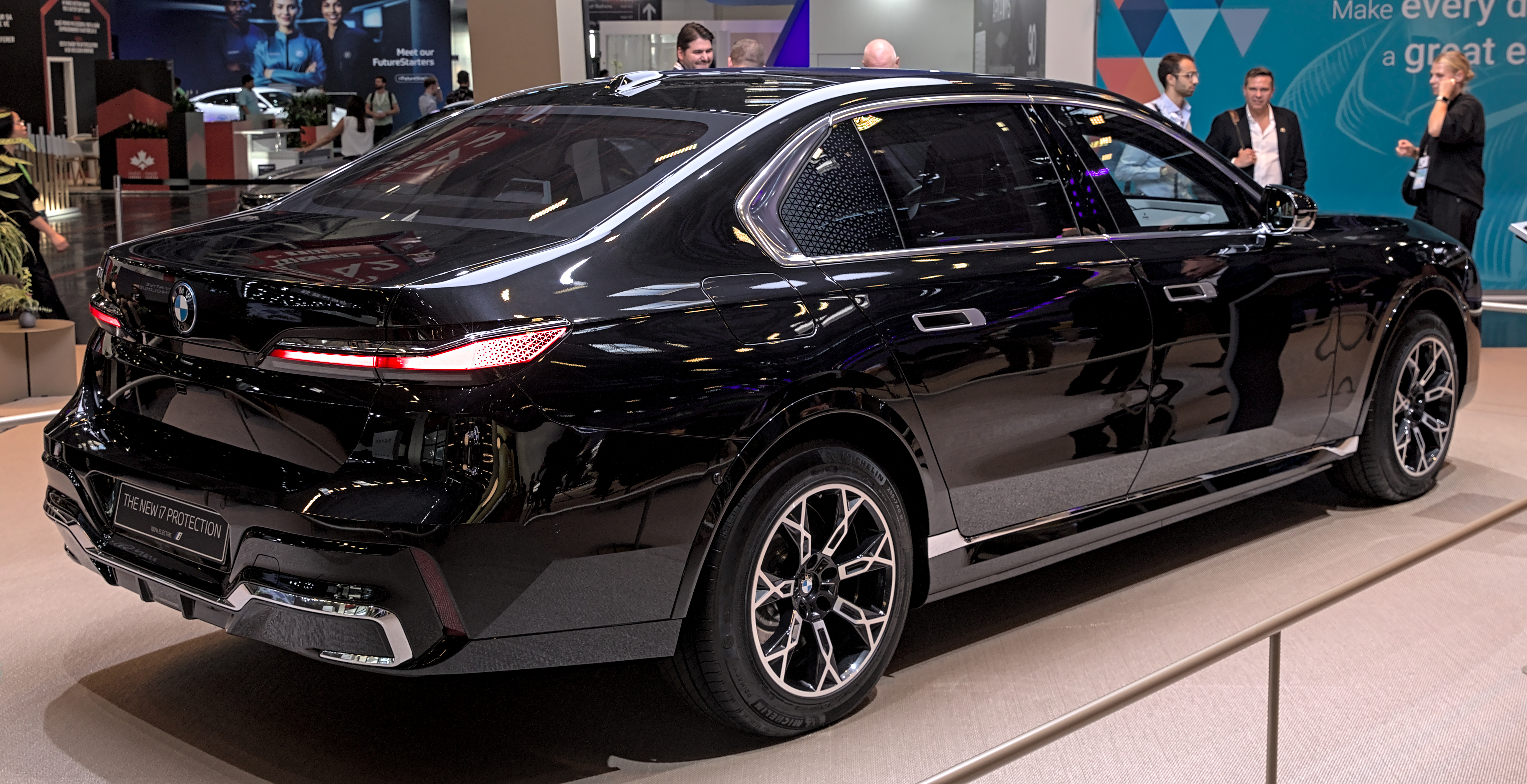
BMW i7 Protection (G73)

BMW i7 zostało zaprezentowane wraz ze spalinowym BMW G70 po raz pierwszy w 2022 roku.
Siódma generacja po raz pierwszy w historii modelu składa się również z elektrycznego wariantu. Elektryk otrzymał nowe sportowe zawieszenie pneumatyczne, w pełni kierowane podwozie z kątem skrętu tylnych kół do 3,5 stopni, mocne hamulce, autopilota trzeciego poziomu i samozamykające się drzwi. Pojazd ma jednostki napędowe i akumulatory o mocy aż 101,7 kW. Zasięg samochodu wynosi około 483 km. Współczynnik czołowego oporu aerodynamicznego podobnie jak w wersji spalinowej jest równy 0,24. 
Posiada we wnętrzu składany 32-calowy monitor BMW Theater Screen dla pasażerów z tyłu. Przednim panelu została zainstalowana zakrzywiona tablicę przyrządów, wyświetlacz multimedialny i panoramiczny dach z oświetleniem LED.

### Dane techniczne
| Model         | Napęd          | Moc             | Moment obrotowy | Przyspieszenie 0–100 km/h | Prędkość maksymalna |
| ------------- | -------------- | --------------- | --------------- | ------------------------- | ------------------- |
| i7 eDrive50   | tylne koła     | 335 kW / 455 KM | 650 Nm          | 5,5 s                     | 205 km/h            |
| i7 eDrive60   | wszystkie koła | 400 kW / 544 KM | 745 Nm          | 4,7 s                     | 240 km/h            |
| i7 M70 xDrive | wszystkie koła | 485 kW / 660 KM | 1100 Nm         | 3,7 s                     | 250 km/h            |